# Dublin Fingal
Dublin Fingal is een kiesdistrict in Ierland voor de verkiezing voor Dáil Éireann, het lagerhuis van het Ierse parlement. Het werd ingesteld bij de herindeling van kiesdistricten in 2012 en deed bij de verkiezingen van 2016 voor het eerst dienst als kiesdistrict. Het kiest 5 leden voor Dáil Éireann.
Het district ligt in Fingal en omvat het volledige oude district Dublin North en een klein deel van Dublin West en van Dublin North-East.
In 2016 behaalden Fine Gael, Fianna Fáil, Sinn Féin en Labour alle een zetel. De vijfde zetel ging naar de Independents4Change. 

## Referendum
Bij het abortusreferendum in 2018 stemde in het kiesdistrict 77,7% van de opgekomen kiezers voor afschaffing van het abortusverbod in de grondwet. 